# Tình dục trước hôn nhân
Tình dục trước hôn nhân hay còn gọi là ăn cơm trước kẻng là việc quan hệ tình dục của những cặp tình nhân trước khi kết hôn. Về mặt lịch sử, tình dục trước hôn nhân là một vấn đề đạo đức bị cho là cấm kị tại nhiều nền văn hóa và bị coi tội lỗi theo các nền tôn giáo lớn. Ngày nay, có sự khác biệt giữa pháp luật các nước về vấn đề này, kể từ cuộc Cách mạng tình dục những năm 1960 thì vấn đề này đã trở nên phổ biến ở phuơng Tây, trong khi ở các nước Hồi giáo thì coi đây là hành vi phạm tội theo giới luật của đạo Hồi.

## Lịch sử
Ở châu Âu vào thời tiền trung cổ nếu có quan hệ tình dục trước hôn nhân hay ngoài hôn nhân (bị cho là gian dâm) thì có thể bị tử hình hoặc bị phạt tiền. Ngày nay, việc quan hệ tình dục trước hôn nhân vẫn bị coi là trái luân lý theo nhiều hệ phái Kitô giáo. Nếu trước khi làm hôn thú mà đã có bầu thì đám cưới đó thường xảy ra một cách thầm lặng.
Đa số dân chúng thời đó là tá điền. Họ phải được địa chủ cho phép và phải trả một số tiền thì mới được làm hôn thú. Không được điền chủ cho phép thì họ không được làm đám cưới. Để một cuộc hôn nhân không thể xảy ra ngoài ý muốn của địa chủ, những người độc thân bị cấm có quan hệ tình dục với nhau. Ở vùng Württemberg (Đức) chỉ có tá điền cùng địa chủ mới được cưới hỏi với nhau. Hôn thú với tá điền của địa chủ khác thì bị cấm. Họ sợ phụ nữ theo chồng, và như vậy địa chủ sẽ mất người, cả những đứa trẻ sinh ra trong tương lai. Tuy nhiên hôn thú không phải vì vậy mà không có giá trị, nhưng mà họ phải trả tiền phạt, tương đương hoặc hơn số tiền mà người địa chủ cho là bị mất đi.
Trước khi bao cao su được phổ biến thì tình dục trước hoặc ngoài hôn nhân gần như là đồng nghĩa với bệnh hoa liễu,như bệnh lậu bệnh sủi mào gà đặc biệt là Giang mai. Giang mai đã rất phổ biến tại nhiều quốc gia; Chỉ có những cặp mà trước đó không có làm tình với ai khác thì mới không sợ bị mắc bệnh. Trước bối cảnh đó việc lang chạ tình dục là điều nên tránh. Ác cảm về tình dục rất phổ biến. Chẳng hạn như bác sĩ Thụy Sĩ Samuel Tissot (1728–1797) đề nghị cắt bao quy đầu hoặc cắt bộ phận sinh dục nữ như là biện pháp ngăn ngừa vấn đề thủ dâm.
Việc phát sinh và phát triển bao cao su làm thay đổi quan điểm về tình dục trước hôn nhân. Năm 1912 nhà sản xuất cao su Julius Fromm lần đầu tiên tìm ra phương pháp tạo ra bao cao su không phải may. kể từ năm 1930 Latex được dùng làm nguyên liệu để sản xuất. Bao cao su ngừa thai và ngăn ngừa sự lan tràn bệnh hoa liễu. Tuy nhiên việc buôn bán bao cao su đến giữa thế kỷ 20 tại nhiều nơi vẫn bị cấm hoặc chỉ cho phép được dùng trong y khoa. Ở Ireland luật lệ như vậy vẫn tồn tại đến đầu thập niên 1990.
Đa số các cặp vợ chồng ở phương Tây hiện nay đã có quan hệ tình dục trước hôn nhân với nhau hoặc với những người khác. Từ năm 1948 theo bài tường trình Kinsey (dò hỏi 12 ngàn người đàn ông sống tại Mỹ) thì khoảng 86% người đàn ông đã có quan hệ tình dục trước hôn nhân.
Trong bối cảnh hiện nay, sự ảnh hưởng của lối sống phương Tây khiến tình trạng quan hệ tình dục trước hôn nhân trong giới trẻ Việt Nam gia tăng. Tiến sĩ Việt Nam học Vladimir Mazyrin đã phát biểu tại trường Đại học Tổng hợp Moskva như sau: 
"Ảnh hưởng ngày càng tăng của nền văn minh và lối sống phương Tây đến thanh niên Việt Nam đe dọa phá hủy sự ổn định của xã hội Việt Nam. Những giá trị phương Tây và văn hóa của họ đã thâm nhập vào xã hội Việt Nam thông qua truyền thông, Internet cũng như những công nghệ thông tin hiện đại. Giới trẻ đang đánh mất hứng thú trong việc tích cực học tập và lao động, đã xuất hiện việc coi thường pháp luật và suy yếu trật tự xã hội. Trong xã hội hình thành rõ xu hướng tổn hại các giá trị gia đình và các mối quan hệ. Đó là tự do tình dục với kết quả gần 300.000 ca phá thai hàng năm trong số trẻ vị thành niên. Việc tiêu xài hoang phí và theo đuổi những lợi ích vật chất là những nét hoàn toàn không đặc trưng cho những người Việt Nam cần kiệm... Nền tảng xã hội, truyền thống và văn hóa Việt Nam đang dần dần bị hủy hoại, làm gia tăng nguy cơ khó kiểm soát trong lĩnh vực chính trị - xã hội và sự mất ổn định, điều đóng vai trò chính yếu trong sự phát triển thành công của đất nước"

## Rủi ro
Nếu cặp vợ chồng từng quan hệ trước hôn nhân thì xem như đêm tân hôn không còn ý nghĩa thiêng liêng nữa, sự tôn kính nhau giảm đi rất nhiều. QHTD trước hôn nhân thường thực hiện lén lút, với tâm trạng căng thẳng nên không mang lại sự hưng phấn. Ngoài ra, có một thực tế mà rất ít bạn gái để ý là việc khi đã trao thân cho người yêu, cũng đồng nghĩa luôn với việc nhiều chàng trai sẽ nảy sinh nghi ngờ vì sự dễ dãi của cô ta. Họ sẽ không còn tin tưởng vào đức hạnh của cô ta nữa, bởi vì "cô ta dễ dàng trao thân cho mình thì cũng sẽ dễ trao thân cho kẻ khác", dẫn tới sự rạn nứt trong tình cảm. Bên cạnh đó, có rất nhiều trường hợp đàn ông "Sở Khanh" sẽ bỏ rơi bạn tình sau khi đã chiếm đoạt được trinh tiết cô gái. Dù quan điểm xã hội có thoáng đến đâu, thì trinh tiết và đức hạnh vẫn luôn là những tiêu chí quan trọng trong việc đánh giá một người phụ nữ. Những người phụ nữ có đủ bản lĩnh để giữ gìn trinh tiết tới khi kết hôn luôn được người chồng tôn trọng và đánh giá cao hơn những phụ nữ không làm được điều đó.

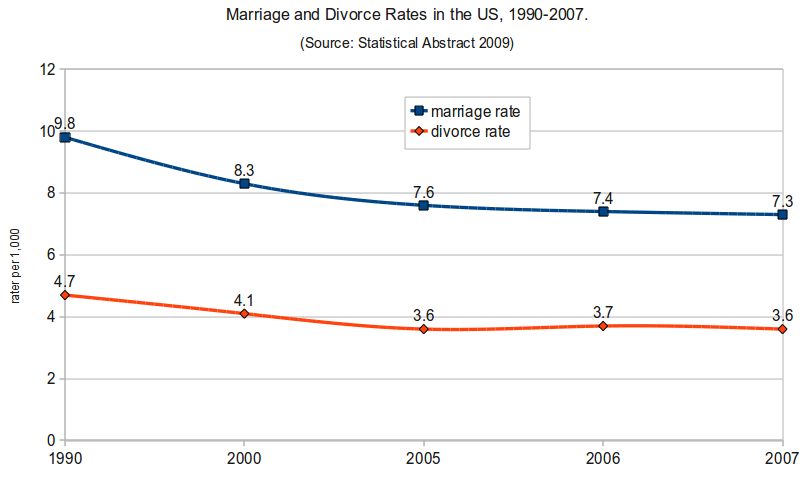
Tỷ lệ ly hôn của Mỹ giai đoạn 1990-2007 đã tăng tới mức 50%, trong khi tỷ lệ kết hôn ngày càng giảm

Về tâm lý học, nhiều phụ nữ dù đã kết hôn nhưng vẫn không thể quên được bạn tình cũ và thường ngầm so sánh họ với chồng mình, dẫn tới nguy cơ ngoại tình tăng lên. Nhiều người khác thì cảm thấy day dứt, tội lỗi, và lo ngại nếu con cái biết được quá khứ của mình thì chúng sẽ không còn tôn trọng và nghe lời họ nữa. Ngược lại, đàn ông có thể tuyên bố không coi trọng trinh tiết của vợ, nhưng thực sự không ai có thể quên được việc vợ mình từng ăn nằm với kẻ khác. Nhưng thực tế, chẳng có mối tình nào mãi mặn nồng, sau vài năm chung sống, tình yêu ban đầu sẽ phai nhạt, sự ám ảnh đó sẽ trở lại và khiến người chồng càng có thêm lý do để coi thường và chán ghét vợ, góp phần làm rạn nứt thêm quan hệ vợ chồng. Ngược lại những cặp vợ chồng giúp nhau gìn giữ trinh tiết cho tới hôn lễ luôn tỏ ra tự hào và thêm gắn bó vì họ đã chứng tỏ được sự tôn trọng nhau, cùng nhau vượt qua được cám dỗ dục vọng.
Những phụ nữ chấp nhận quan hệ tình dục trước hôn nhân có thể chia làm 2 dạng: hoặc là dễ bị cảm xúc nhất thời làm lấn át lý trí và suy tính cho tương lai, hoặc là coi nhẹ giá trị đạo đức trong tình yêu và hôn nhân (so với những cô gái có ý thức giữ gìn "lần đầu tiên" cho người chồng tương lai). Dù thuộc dạng nào thì đó cũng là nguy cơ khiến đời sống tình cảm và hôn nhân của họ có xu hướng kém bền vững cũng như ít có khả năng hạnh phúc hơn. Các thống kê ở Mỹ đã chứng minh: "Quan hệ tình dục trước hôn nhân đồng nghĩa với sự đánh đổi cơ hội hạnh phúc trong tương lai":
- Những cặp đôi có quan hệ tình dục trước hôn nhân thường dùng tình yêu làm lý do biện minh cho hành động này. Nhưng thực tế 80% các cuộc tình này sẽ không kéo dài quá 6 tháng, do vậy thực ra không có cái gọi là "tình yêu" ở đây, mà đó chỉ là sự biện hộ cho đam mê xác thịt theo lối bản năng.[9] Ngược lại, những cặp tình nhân không quan hệ tình dục thực sự có mối quan hệ tốt hơn so với những cặp đã có quan hệ tình dục trước hôn nhân, điều này đúng trên cả bốn phương diện của mối quan hệ và với cả nam lẫn nữ[10].
- Những cô gái có quan hệ tình dục sớm, sau này có 30% li dị trong 5 năm đầu, và 47% li dị trong 10 năm đầu hôn nhân. Với các cô gái có ý thức giữ gìn trinh tiết, thì tỷ lệ này giảm tương ứng còn 15% và 27%. Nghiên cứu của Tạp chí Tâm lý học gia đình Mỹ cho thấy: các cặp vợ chồng giữ gìn trinh tiết tới khi kết hôn có tỉ lệ hạnh phúc cao hơn 22%, tỉ lệ hài lòng trong tình dục cao hơn 15%, tỉ lệ hòa hợp quan điểm cao hơn 12% so với các cặp đã quan hệ trước hôn nhân.[11] 56% phụ nữ giữ gìn trinh tiết cho rằng họ "rất hạnh phúc" sau khi kết hôn, trong khi chỉ có 37% phụ nữ có quan hệ tình dục trước hôn nhân cảm thấy điều này.[12]
- So với các cô gái giữ gìn trinh tiết, những cô gái quan hệ tình dục trước hôn nhân có khả năng bị bệnh hoa liễu cao gấp 1,5-10 lần, khoảng 5-42% sẽ nhiễm bệnh hoa liễu ít nhất 1 lần (tùy theo số bạn tình). 30% sẽ phải phá thai (gấp 4 lần), gần 40% sẽ sinh con ngoài giá thú, 30-57% sẽ trở thành mẹ đơn thân (gấp 4-8 lần). 7% sẽ bị trầm cảm (cao gấp 3 lần), ít hơn 1/3 cảm thấy hạnh phúc khi ở tuổi 20 và hơn một nửa sẽ ly dị trước tuổi 30.[12]
- Cuộc điều tra của Tổ chức ngăn ngừa mang thai tuổi vị thành niên Mỹ (từ 12-19 tuổi) cho thấy: 77% nữ sinh và 60% nam sinh đã từng quan hệ tình dục tỏ ra hối hận và ao ước mình chưa từng quan hệ. 88% mong muốn truyền thông cảnh tỉnh nhiều hơn về những hậu quả của tình dục sớm như mang thai, bệnh truyền nhiễm. 85% đồng ý rằng tình dục chỉ nên xảy ra trong mối quan hệ gắn với nghĩa vụ dài hạn là hôn nhân[13]
- Một nghiên cứu có tên Sex Education in America (Giáo dục giới tính tại Mỹ) do Đại học Harvard tiến hành năm 2003 đối với người dân Mỹ, có 50% số người đồng ý rằng tình dục trước hôn nhân là không đúng về mặt luân lý, 83% đồng ý rằng đó là điều tội lỗi. 63% đồng ý rằng quan hệ tình dục trước hôn nhân của thanh thiếu niên là sai về mặt đạo đức, trong khi số người không đồng ý chỉ 35%, có 77% đồng ý rằng điều này là tội lỗi. Có gần 50% số người Mỹ cho rằng dù ở độ tuổi nào cũng cần phải chờ đến khi kết hôn thì mới quan hệ tình dục.[14]
- Đặc biệt đối với phụ nữ, những người đã quan hệ tình dục trước hôn nhân sẽ ít có khả năng chung thủy hơn những người giữ gìn trinh tiết. Họ thường mong nhớ về bạn tình cũ, thích so sánh chồng mình với những người đàn ông khác, và họ cũng thành thạo hơn trong việc tìm kiếm nhân tình mới ngoài chồng mình, nên sẽ có tỉ lệ ngoại tình cao gấp 2 lần những người giữ gìn trinh tiết trước hôn nhân. Phụ nữ quan hệ tình dục trước hôn nhân càng sớm, càng nhiều thì tỷ lệ ngoại tình sẽ càng cao, hơn nữa số bạn tình cũng tăng lên. Ở Mỹ, những phụ nữ mất trinh tiết ở tuổi 16 trung bình sẽ có 8 bạn tình trong suốt cuộc đời, cứ 4 năm sẽ có thêm 3 nhân tình mới. Trong khi với những phụ nữ giữ trinh tiết đến khi kết hôn (23-25 tuổi), con số này giảm còn 2,7 bạn tình trong suốt cuộc đời.[12]

Kaká, cầu thủ bóng đá Brasil, Quả bóng vàng châu Âu 2007, tự hào rằng mình vẫn còn là trai tân cho tới ngày cưới. Trả lời phỏng vấn tờ Vanity Fair, Kaká hãnh diện cho biết: "Tôi và Caroline quyết định giữ cho nhau đến ngày đám cưới. Kinh Thánh dạy rằng đó mới chính là tình yêu đích thực. Sự thật là chúng tôi đã có đêm tân hôn thực sự có ý nghĩa". Kaká tin rằng kiêng sex trước hôn nhân là điều đúng đắn, và anh nhắn gửi tới tất cả mọi người nên làm theo: "Tôi tự cho mình là một tấm gương tốt. Nhiều người nói rằng sau khi kết hôn, họ chán ngấy cuộc sống tình dục với bạn đời, vì họ đã "no xôi chán chè" từ trước rồi. Tôi và vợ tôi không như vậy. Tôi yêu cô ấy, và chúng tôi đều nghĩ đáng để chờ đợi một điều thiêng liêng trong đêm động phòng... Tôi nghĩ mọi người cần tránh việc quan hệ tình dục trước khi cưới".